# Litworowy Upłaz

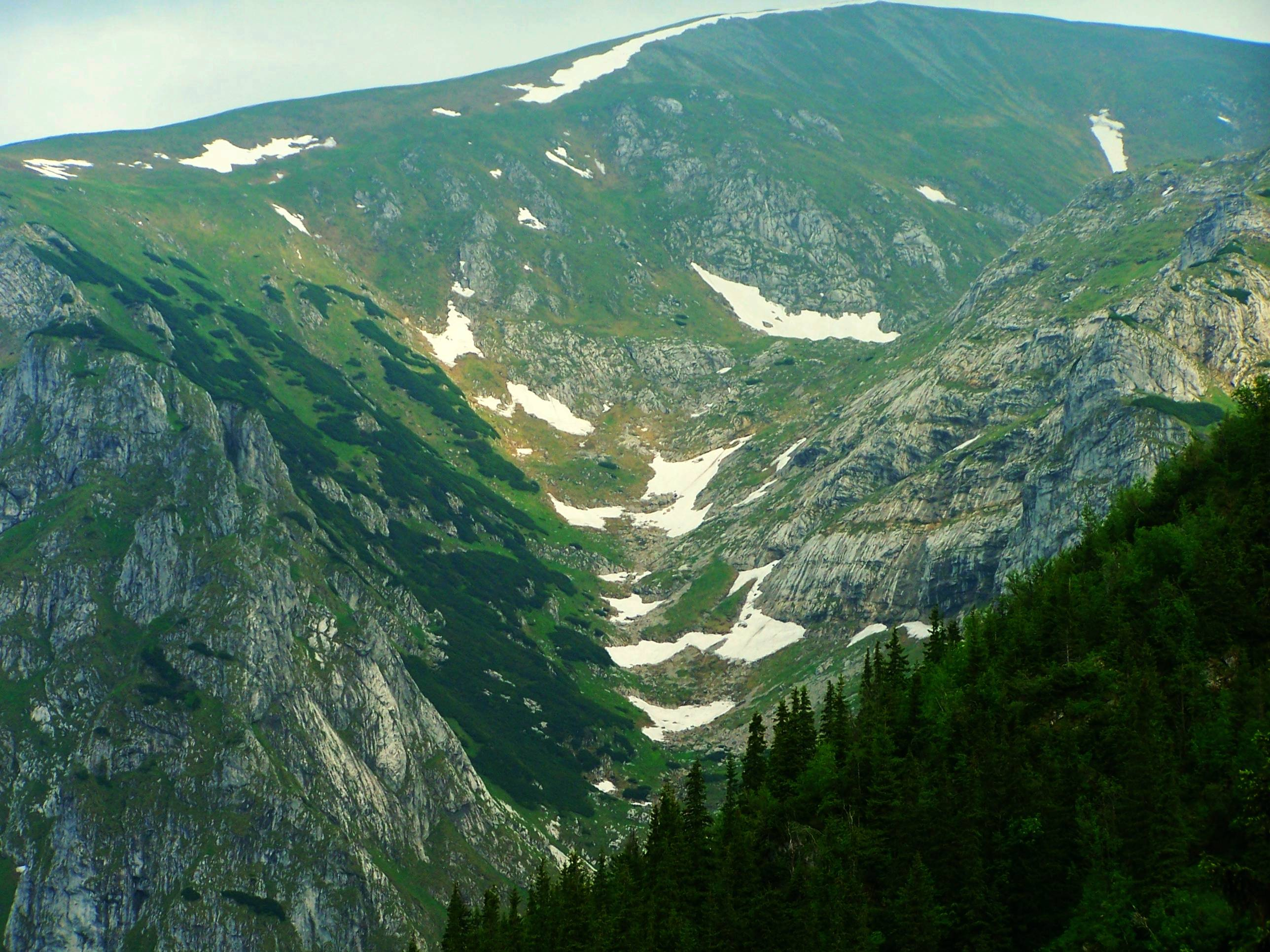
Dolina Litworowa i Litworowy Upłaz

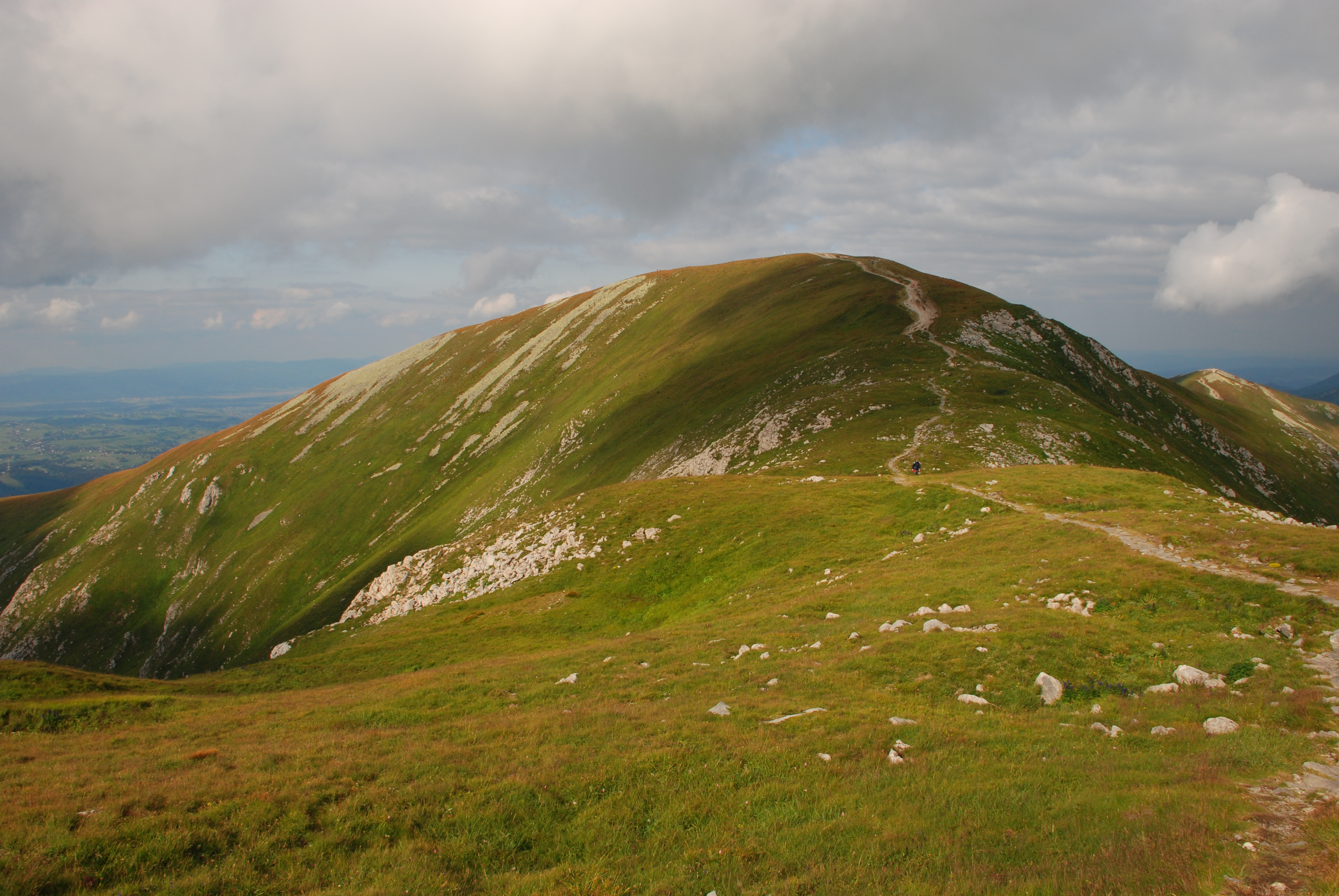
Górna część Litworowego Upłazu

Litworowy Upłaz – upłaz na Czerwonym Grzbiecie, na wschodnich zboczach Doliny Litworowej w polskich Tatrach Zachodnich. Ciągnie się od Litworowego Grzbietu niemal pod sam wierzchołek Małołączniaka (około 1850–2090 m n.p.m.). Jest w większości trawiasty, miejscami tylko skalisty. Dawniej był wypasany, należał do Hali Upłaz. Obecnie znajduje się na obszarze ochrony ścisłej Tatrzańskiego Parku Narodowego (obszar ochrony ścisłej Wantule Wyżnia Mała Łąka). Zimą upłazem tym do dna Doliny Litworowej schodzą czasami lawiny. Litworowym Upłazem chodzą głównie grotołazi penetrujący jaskinie Doliny Litworowej. Wśród skałek bowiem w górnej części upłazu znajduje się wlot do Jaskini Wielkiej Litworowej. Od rozszerzenia na dnie doliny (Litworowa Rówień) prowadzi do niego dość wyraźna ścieżka wydeptana przez grotołazów.
Upłaz po drugiej (wschodniej) stronie Czerwonego Grzbietu to Czerwony Upłaz. Grzbietem, pomiędzy tymi upłazami prowadzi szlak turystyczny.

## Szlaki turystyczne
– niebieski szlak z wylotu Doliny Małej Łąki przez Przysłop Miętusi, Kobylarz, Kobylarzowy Żleb i Czerwony Grzbiet na szczyt Małołączniaka. Czas przejścia: 4 h, ↓ 3 h